# Cheliceroides longipalpis
Cheliceroides longipalpis är en spindelart som beskrevs av Zabka 1985. Cheliceroides longipalpis ingår i släktet Cheliceroides och familjen hoppspindlar. Inga underarter finns listade i Catalogue of Life.